# Задача о кликовом покрытии
Задача о кликовом покрытии — вычислительная задача, заключающаяся в определении возможности разбить вершины графа на {\displaystyle k} клик. Является NP-полной; входит в список из 21 NP-полных задач Карпа.
Если дано разбиение вершин на {\displaystyle k} множеств, то можно за полиномиальное время определить, что каждое множество образует клику так, что задача принадлежит классу NP. NP-полнота задачи о кликовом покрытии следует из сведения её к задаче раскраски графа: разложение графа {\displaystyle G} на {\displaystyle k} клик соответствует нахождению разложения вершин дополнения {\displaystyle G'} на {\displaystyle k} независимых множеств (каждому из этих множеств можно назначить один цвет, что даст {\displaystyle k}-раскраску).
Минимальный размер кликового покрытия графа — наименьшее число {\displaystyle k}, для которого кликовое покрытие существует.
Связанная задача нахождения числа пересечения рассматривает множества клик, включающих все рёбра заданного графа; эта задача также NP-полна.